# Prim-ministrul Republicii Singapore
Prim-ministrul Republicii Singapore este șeful guvernului Republicii Singapore. Președintele numește prim-ministrul, un membru al parlamentului care, în opinia lor, este cel mai probabil să obțină încrederea majorității parlamentarilor. În practică, premierul a fost liderul partidului politic cu cel mai mare număr de parlamentari aleși în Parlamentul Republicii Singapore. Prim-ministrul în exercițiu este Lee Hsien Loong, care este secretarul general al Partidului Acțiunea Populară.

## Istorie
Funcția de prim-ministru a succedat celei de ministru-șef după ce Singapore a obținut autoguvernarea internă ca Statul Singapore în cadrul Imperiului Britanic, Lee Kuan Yew depunând jurământul ca prim-ministru la 5 iunie 1959. Titlul de prim-ministru a rămas neschimbat după uniunea statului Singapore cu Malaya, Sarawak și Borneo de Nord pentru a forma Malaysia din 1963 până în 1965, în ciuda existenței funcției de prim-ministru al Malaeziei pentru întreaga federație din care Singapore făcea parte.
După obținerea independenței în 1965, funcția de prim-ministru a fost păstrată, președintele devenind un șef ceremonial al statului. În 1991, amendamentele aduse Constituției din Singapore au conferit președinției puteri executive, împreună cu drepturi de veto discreționare asupra guvernului. Constituția conferă, de asemenea, „direcția generală și controlul guvernului” în cadrul Cabinetului, președintele fiind aproape întotdeauna obligat să acționeze la sfatul Cabinetului sau al oricărui ministru care acționează sub autoritatea Cabinetului. Astfel, în practică, cea mai mare parte a muncii efective de guvernare este realizată de prim-ministru și de Cabinet.

## Resurse
Istana este sediul primului ministru. Prim-ministrul este protejat de Comandamentul de Securitate Specializat al Forțelor de Poliție din Singapore, care asigură și protecția președintelui, a celorlalți miniștri de Cabinet și a demnitarilor străini aflați în vizită.

## Puteri
Prim-ministrul este responsabil de supravegherea afacerilor de zi cu zi ale guvernului și de executarea politicii guvernamentale. În calitate de lider al partidului majoritar în Parlament, prim-ministrul este responsabil de adoptarea legislației prin Parlament. Prim-ministrul numește, de asemenea, președintele parlamentului și liderul legislativului, care sunt responsabili de aranjarea afacerilor guvernamentale și de organizarea programelor legislative, de obicei sub directiva prim-ministrului și a Cabinetului.
Prim-ministrul alege ceilalți membri ai Cabinetului prin consilierea președintelui; președintele trebuie să-și exercite atribuțiile în conformitate cu avizul primului-ministru. Prim-ministrul poate schimba, menține sau revoca numirea oricărui ministru conform prerogativelor sale. De asemenea, prim-ministrul îl consiliază pe președinte cu privire la numirile pentru funcțiile de procuror general și secretari permanenți ai ministerelor.
Prim-ministrul poate sfătui președintele pentru decretarea unei Proclamații de Urgență; președintele emite proclamația dacă este de acord. Prim-ministrul poate lua măsuri de apărare sau de securitate și are autoritate executivă asupra Forțelor Armate din Singapore prin Consiliul Forțelor Armate, care este format din ministrul apărării, secretarii permanenți ai Ministerului Apărării și șefii de stat major; toți numiți de președinte la sfatul primului ministru.

## Lista prim-miniștrilor
| Nr. | Portret | Nume (naștere și deces)   | Alegeri                                        | Mandat             | Mandat             | Mandat                     | Partidul politic             | Partidul politic |
| Nr. | Portret | Nume (naștere și deces)   | Alegeri                                        | A preluat mandatul | A apredat mandatul | Timpul petrecut în funcție |                              |                  |
| --- | ------- | ------------------------- | ---------------------------------------------- | ------------------ | ------------------ | -------------------------- | ---------------------------- | ---------------- |
| 1   |         | Lee Kuan Yew (1923–2015)  | 1959, 1963, 1968, 1972, 1976, 1980, 1984, 1988 | 5 iunie 1959       | 28 noiembrie 1990  | 31 ani, 178 zile           | Partidului Acțiunea Populară |                  |
| 2   |         | Goh Chok Tong (n. 1941)   | 1991, 1997, 2001                               | 28 noiembrie 1990  | 12 august 2004     | 13 ani, 258 zile           | Partidului Acțiunea Populară |                  |
| 3   |         | Lee Hsien Loong (n. 1952) | 2006, 2011, 2015, 2020                         | 12 august 2004     | Titular            | 20 ani, 225 zile           | Partidului Acțiunea Populară |                  |